# Sabasa, Neamț
Sabasa este un sat în comuna Borca din județul Neamț, Moldova, România.

## Mențiuni culturale
Localitatea este amintită în romanul Baltagul de Mihail Sadoveanu, fiind una dintre localitățile în care au oprit personajele principale pentru a lua urma lui Nechifor Lipan.